# Aarhus GF
Az Aarhus GF, teljes nevén Aarhus Gymnastikforening egy dán labdarúgócsapat. Székhelyük Århusban, jelenleg az másodosztályban szerepelnek. A klubot 1880-ban alapították, ezzel a legrégebbi labdarúgócsapat az országban. A klub a futballszakosztályáról a legismertebb, de működik kézilabdacsapata is.
Története legnagyobb részét az első osztályban töltötte, az utóbbi 15 évben mindössze egyszer, 2006-ban esett ki, ám a következő szezonra rögtön vissza is jutott. A csapat többszörös bajnok és kupagyőztes, 9 kupadiadala rekord az országban. Legnagyobb nemzetközi sikere a BEK- illetve KEK-negyeddöntő (1961, 1989). Előbbiben az SL Benfica ellen estek ki 7–1-es összesítéssel, a KEK-ben pedig az FC Barcelona Dream Team-je búcsúztatta őket 1–0-lal.
Magyar vonatkozás, hogy 1997. augusztus 26-án otthonában az Újpest ellen UEFA kupa mérkőzésen 3 : 2-re győzött, és az előző mérkőzésen (1997.08.12) elért gól nélküli döntetlennel együtt továbbjutott a következő fordulóba.

## Jelenlegi keret
2012. szeptember 4. szerint.
| #  |     | Poszt | Név                     |
| -- | --- | ----- | ----------------------- |
| 1  | DNK | K     | Steffen Rasmussen (Csk) |
| 2  | FIN | V     | Petri Pasanen           |
| 4  | NOR | V     | Atle Roar Håland        |
| 6  | ENG | V     | Adam Eckersley          |
| 7  | DNK | KP    | Stephan Petersen        |
| 8  | DNK | KP    | Hjalte Nørregaard       |
| 9  | DNK | KP    | Søren Berg              |
| 10 | DNK | KP    | Martin Jørgensen        |
| 11 | DNK | CS    | Peter Graulund          |
| 14 | DNK | CS    | Søren Larsen            |
| 15 | NOR | CS    | Morten Moldskred        |
| 16 | DNK | V     | Jens Jønsson            |
| 17 | DNK | KP    | Osama Akharraz          |

| #  |      | Poszt | Név               |
| -- | ---- | ----- | ----------------- |
| 18 | FRA  | V     | Arthur Sorin      |
| 20 | ISL  | CS    | Aron Jóhannsson   |
| 21 | grúz | CS    | Mate Vatsadze     |
| 22 | grúz | CS    | Davit Skhirtladze |
| 23 | DNK  | K     | Emil Ousager      |
| 24 | DNK  | V     | Frans Dhia Putros |
| 25 | DNK  | KP    | Kasper Povlsen    |
| 26 | DNK  | KP    | Emil Scheel       |
| 27 | DNK  | V     | Anders Kure       |
| 30 | grúz | CS    | Davit Devdariani  |
| 32 | NGA  | CS    | Edafe Egbedi      |
| 37 | DNK  | V     | Mikkel Kirkeskov  |
| 38 | DNK  | KP    | Casper Sloth      |

## Ismertebb játékosok
| - Bent Wolmar - Bjørn Kristensen - Brian Steen Nielsen - Claus Thomsen - Flemming Povlsen - Frank Olsen - Gunnar Kjeldberg - Hans Christian Wedelsted Nielsen - Henry From - Henning Enoksen - Henning Jensen - Jakob Poulsen - Jan Bartram - John Amdisen - John Stampe - John Sivebæk - Johnny Mølby - Jørgen Olesen - Kent Nielsen - Kim Sander | - Lars Bastrup - Leon Andreasen - Marc Rieper - Morten Donnerup - Per Knudsen - Stig Tøfting - Torben Piechnik - Troels Rasmussen - Aage Rou Jensen - Håvard Flo - Jan Halvor Halvorsen - Erik Solér - Tobias Grahn - Bojan Đorđić - Willy Scheepers - Liam Miller - Michael Doyle |

## Sikerek

### Hazai
- Bajnokság
  - Győztes (5): 1954-55, 1955-56, 1956-57, 1960, 1986
  - Második (8): 1920-21, 1922-23, 1924-25, 1944-45, 1964, 1982, 1984, 1995-96
  - Harmadik (11): 1933, 1949, 1950, 1951, 1962, 1978, 1983, 1985, 1987, 1991, 1997,
- Kupa
  - Győztes (9, rekord): 1954-55, 1956-57, 1959-60, 1960-61, 1964-65, 1986-87, 1987-88, 1991-92, 1995-96
  - Döntős (2): 1958-59, 1989-90

### Nemzetközi
- BEK: negyeddöntő (1961)
- KEK: negyeddöntő (1989)

## A legutóbbi szezonok
| Szezon    |    | Poz. | Mérk. | Gy | D  | V  | RG | KG | P  | Kupa         | Megjegyzés |
| --------- | -- | ---- | ----- | -- | -- | -- | -- | -- | -- | ------------ | ---------- |
| 1996-1997 | 1D | 3    | 33    | 14 | 10 | 9  | 75 | 51 | 52 | last 16      |            |
| 1997-1998 | 1D | 8    | 33    | 11 | 10 | 12 | 53 | 52 | 43 |              |            |
| 1998-1999 | 1D | 10   | 33    | 11 | 10 | 12 | 45 | 55 | 43 |              |            |
| 1999-2000 | 1D | 10   | 33    | 9  | 9  | 15 | 36 | 55 | 36 |              |            |
| 2000-2001 | 1D | 8    | 33    | 13 | 5  | 15 | 54 | 58 | 44 |              |            |
| 2001-2002 | 1D | 10   | 33    | 7  | 10 | 16 | 42 | 56 | 31 | Nyolcaddöntő |            |
| 2002-2003 | 1D | 10   | 33    | 10 | 10 | 13 | 49 | 59 | 40 |              |            |
| 2003-2004 | 1D | 8    | 33    | 11 | 3  | 19 | 45 | 67 | 36 |              |            |
| 2004-2005 | 1D | 9    | 33    | 11 | 6  | 16 | 47 | 53 | 39 | Negyeddöntő  |            |
| 2005-2006 | 1D | 12   | 33    | 4  | 10 | 19 | 36 | 63 | 22 | 4. kör       | Kiesett    |
| 2006-2007 | 2D | 2    | 30    | 18 | 5  | 7  | 58 | 38 | 59 |              | Feljutott  |
| 2007-2008 | 1D | 10   | 33    | 7  | 8  | 18 | 33 | 51 | 29 |              |            |
| 2008-2009 | 1D | 6    | 33    | 13 | 6  | 14 | 39 | 44 | 45 |              |            |

## Külső hivatkozások
- Hivatalos weboldal Archiválva 2011. szeptember 2-i dátummal a Wayback Machine-ben (dánul)
- Hivatalos rajongói oldal
- Fórum
- Nem hivatalos rajongói klub